# Georg Totschnig

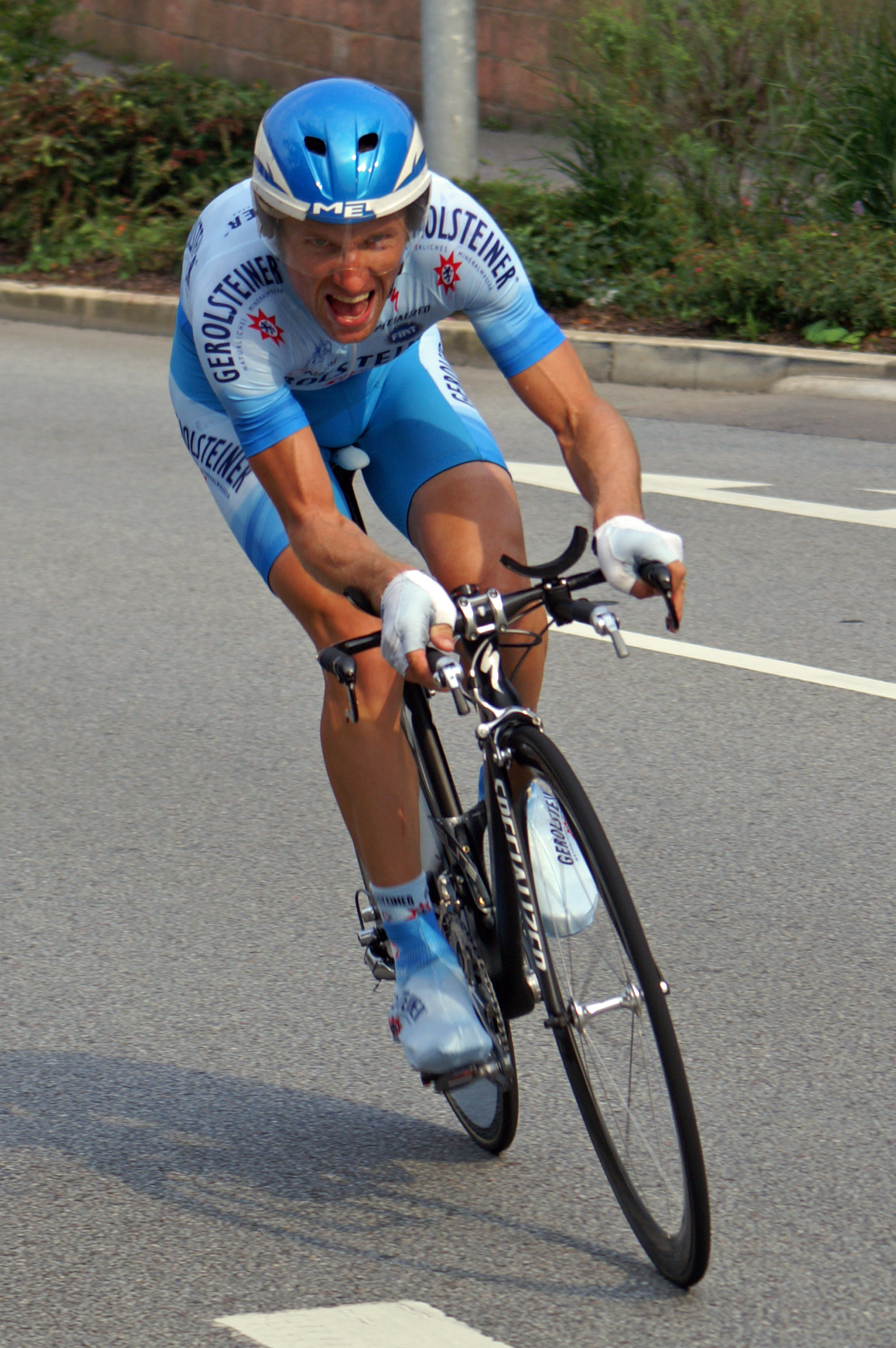
Georg Totsching under Tyskland runt 2005.

Georg Totschnig, född 25 maj 1971 i Kaltenbach, Schwaz, Tyrolen, är en österrikisk före detta professionell tävlingscyklist. Han var professionell åren 1993–2006 och cyklade för stallen Polti, Telekom och Gerolsteiner.
Totschnig är tvåfaldig österrikisk mästare på landsväg, 1997 och 2003, samt femfaldig österrikisk mästare i tempoloppsdisciplinen – 1996, 1997, 2001, 2002 och 2004. Han har även topp-10 placeringar i sammandraget på alla tre Grand Tours – en 9:e, 7:e och 5:e plats i Giro d'Italia, en 6:e plats i Vuelta a España samt en 7:e plats i Tour de France.
Totschnigs finaste seger i karriären kom under 2005 års Tour de France då han vann den 220.5 kilometer långa bergsetappen upptill Ax 3 Domaines i Ax-les-Thermes, 56 sekunder före Lance Armstrong. För den bedriften utsågs han till Årets idrottsman i Österrike 2005. Etappsegern var den första av en österrikare i Tour de France sedan 1931 då Max Bulla vann tre etapper.

## Meriter
- Tour de France, 1 etapp
- Nationsmästerskapens linjelopp – 1997, 2003
- Nationsmästerskapens tempolopp – 1996, 1997, 2001, 2002, 2004

## Stall
- Lampre-Polti 1993
- Polti 1994–1996
- Telekom 1997–2000
- Gerolsteiner 2001–2006